# Tetracis pallidata
Tetracis pallidata là một loài bướm đêm thuộc họ Geometridae. Nó được tìm thấy ở British Columbia, Idaho và Washington.
The length of the forewings 20–23 mm. Con trưởng thành bay từ giữa tháng 9 đến đầu tháng 10.
Ấu trùng ăn các loài Ribes.